# Mistrzostwa Świata w Żeglarstwie Lodowym 2012
39. Mistrzostwa Świata w Żeglarstwie Lodowym w klasie DN odbyły się w Szwecji, na jeziorze Hjälmar w pobliżu Örebro. W rozgrywanym w dniach 12 stycznia–2 lutego 2012 roku czempionacie wystartowało 50 żeglarzy z 12 krajów.
Organizatorem mistrzostw była Flota Niemiecka DN. Mistrzostwa planowano rozegrać w Niemczech, ale wobec braku możliwości zorganizowania zawodów, impreza została przeniesiona do Szwecji. 
Zwyciężył po raz pierwszy w historii Tomasz Zakrzewski, srebrny medal wywalczył Estończyk Karl-Hannes Tagu, a brązowy Duńczyk Hans Ebler-Hansen. 

## Wyniki
| Miejsce | Zawodnik          | Wynik |
| ------- | ----------------- | ----- |
|         | Tomasz Zakrzewski | 7,00  |
|         | Karl-Hannes Tagu  | 10,00 |
|         | Hans Ebler-Hansen | 11,00 |
| 4.      | Vaiko Vooremaa    | 25,00 |
| 5.      | Ron Sherry        | 27,00 |
| 6.      | Marek Bernat      | 30,00 |